# Опшенжув (Лодзинське воєводство)
Опшенжув (пол. Oprzężów) — село в Польщі, у гміні Воля-Кшиштопорська Пйотрковського повіту Лодзинського воєводства.
Населення — 317 осіб (2011).
У 1975-1998 роках село належало до Пйотрковського воєводства.

## Демографія
Демографічна структура станом на 31 березня 2011 року:
|          | Загалом | Допрацездатний вік | Працездатний вік | Постпрацездатний вік |
| -------- | ------- | ------------------ | ---------------- | -------------------- |
| Чоловіки | 152     | 27                 | 112              | 13                   |
| Жінки    | 165     | 32                 | 98               | 35                   |
| Разом    | 317     | 59                 | 210              | 48                   |